# Хафтон (кратер)
Хафтон — ударный кратер, расположен на острове Девон, Нунавут (дальний север Канады). Он имеет около 23 км в диаметре и возник около 39 миллионов лет назад (поздний эоцен). По оценкам ударный объект имел около 2 км в диаметре. Сам остров Девон состоит из палеозойского сланца и алевролита поверх гнейсового основания. Когда кратер образовался, сланцы и алевролит были отброшены, обнажив основу; был обнаружен материал из глубины 1700 м.
Это один из самых высоких по широте (75° северной широты) известных метеоритных кратеров. Температура ниже точки замерзания воды в течение большей части года и редкая медленно растущая растительность приводят к очень малому выветриванию. По этой причине Хафтон сохраняет много геологических особенностей, которые кратеры в нижних широтах потеряли из-за эрозии.
Из-за геологии и климата Хафтон и его окрестности получили от учёных, работающих здесь, название «Марс на Земле». Например, центр кратера содержит ударную брекчию, которая пронизана вечной мерзлотой, что создаёт тем самым близкий аналог того, что можно ожидать в холодных и влажных местах в кратере на Марсе.
Международная неправительственная организация Институт Марса и SETI работают над проектом Хафтон-Марс в этом месте, которое будто предназначено для проверки многих проблем, связанных с жизнью и работой на Марсе. Также здесь работает некоммерческое Марсианское общество, которое имеет научно-исследовательскую станцию FMARS и проводит подобные исследования.